# مسجد يوجياكرتا الكبير
مسجد يوجياكرتا الكبير هو المسجد الكبير في سلطنة يوجياكارتا أو الجامع الكبير في يوجياكارتا، المسجد يقع إلى الغرب من مجمع الميدان شمال كراتون يوجياكارتا.

## التاريخ
مسجد يوجياكرتا الكبير بناه هامنجكو بوونو الأول وأوكل البناء للأمير كياي إبراهيم فقيه (أول أمير ملكي) وهو مهندس معماري، وقد تم بناء المسجد يوم الأحد التاسع والعشرين من شهر مايو من عام 1773 الموافق السادس من شهر ربيع الثاني عام 1187 هـ .

## العمارة
يحيط بمجمع المسجد جدار عالي، المدخل الرئيسي للمجمع يقع على الجانب الشرقي، تم بناء المسجد بشكل مربع، سقف المبنى الرئيسي هو سقف تاغوج مغطى بثاث لفات، الأبواب الرئيسية هي على الجانبين الشرقي والشمالي، على الجانب الغربي يقع المنبر المصنوع من الخشب والمحراب بالإضافة لمبنى يشبه القفص يسمى مقصورة، في وقته ولأسباب أمنية بني هذا المبني المقفص ليؤدي السلطان صلاته فيها، امام مسجد هناك فناء مزروعة بأشجار، وفي الشمال والجنوب هناك ساحة (شمال شرق وجنوب شرق الطريق السريع) .

## الصور

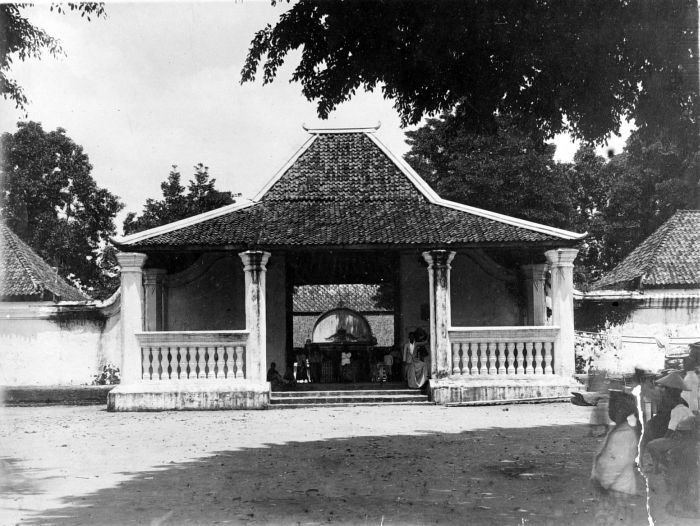
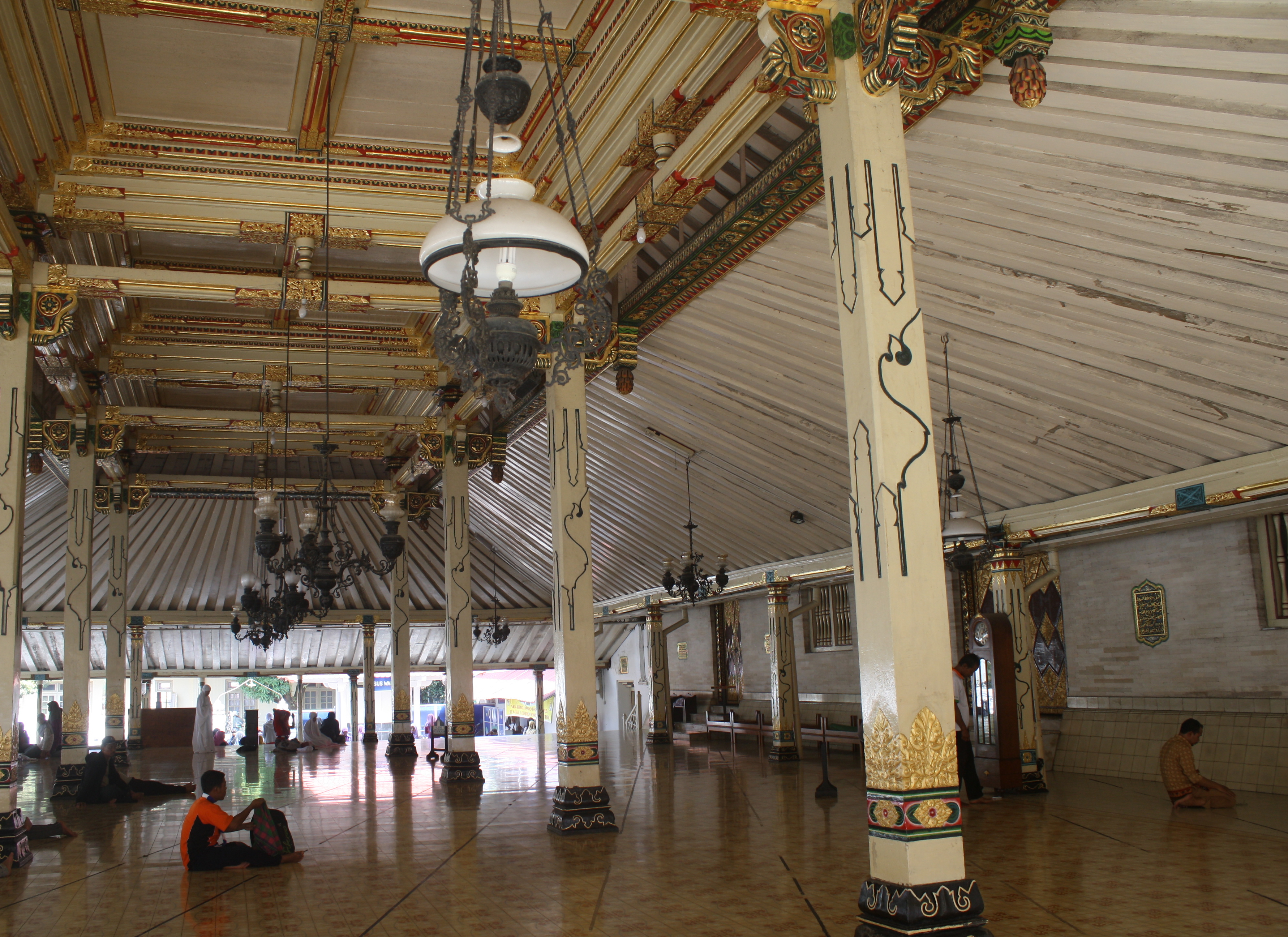
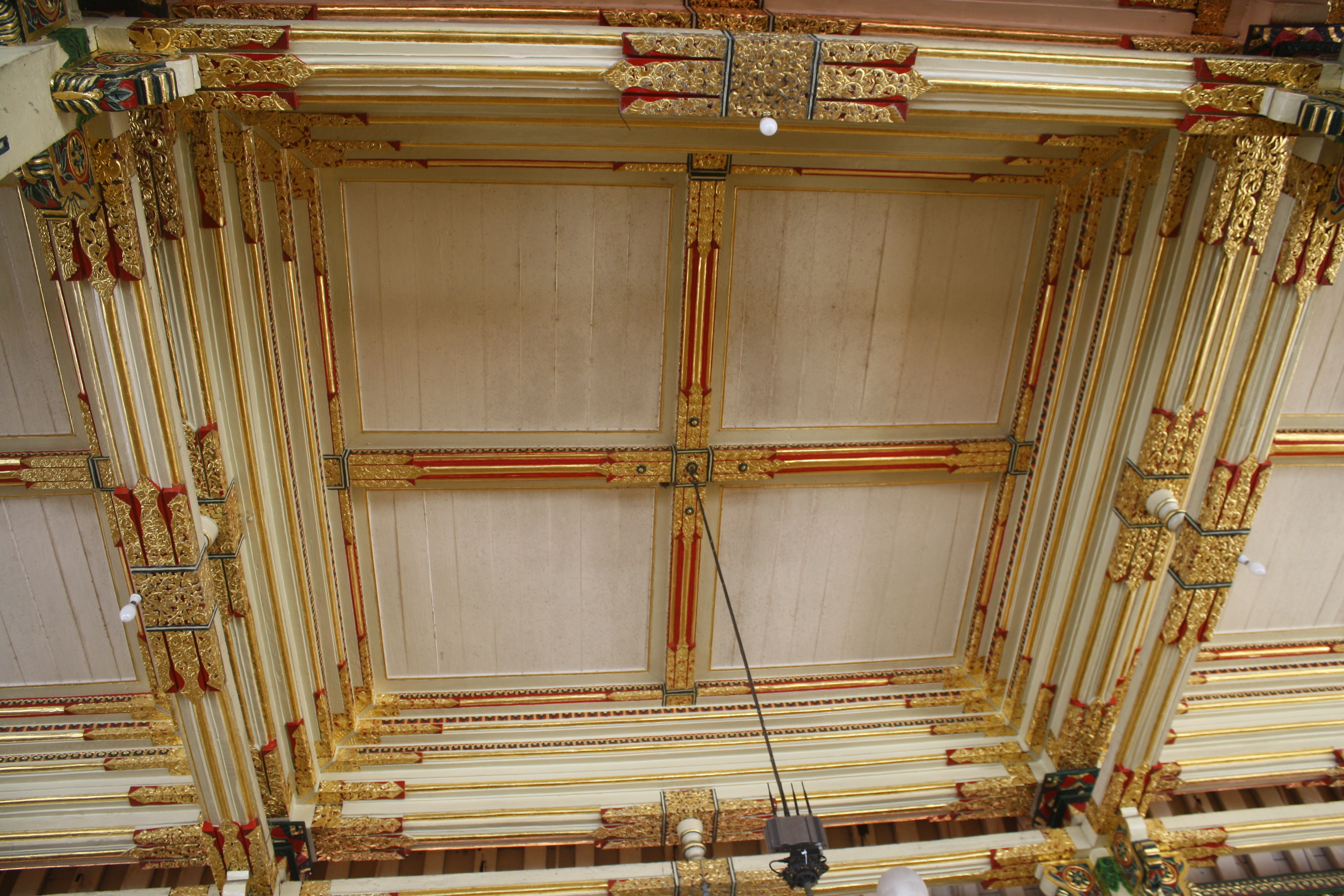
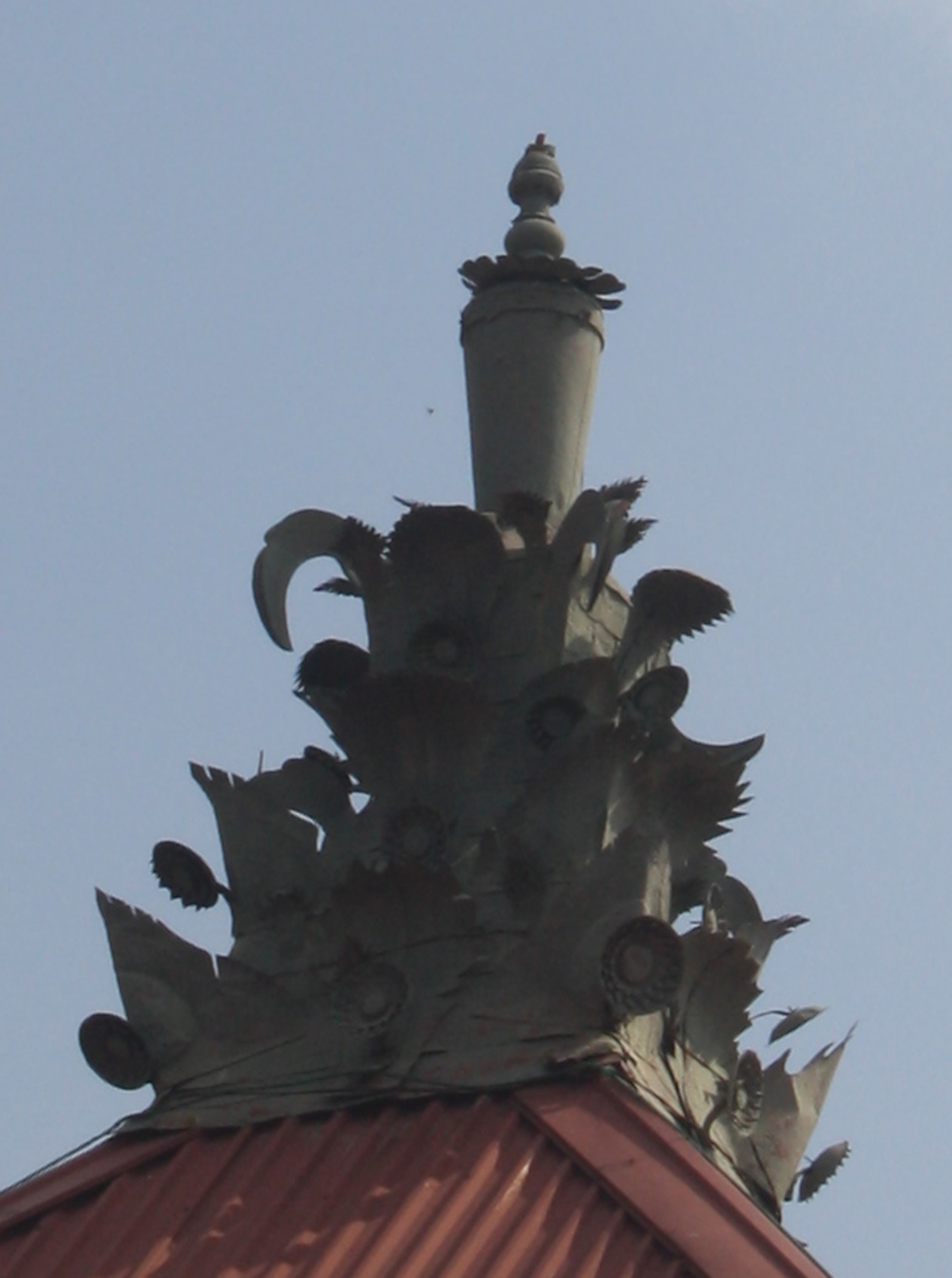
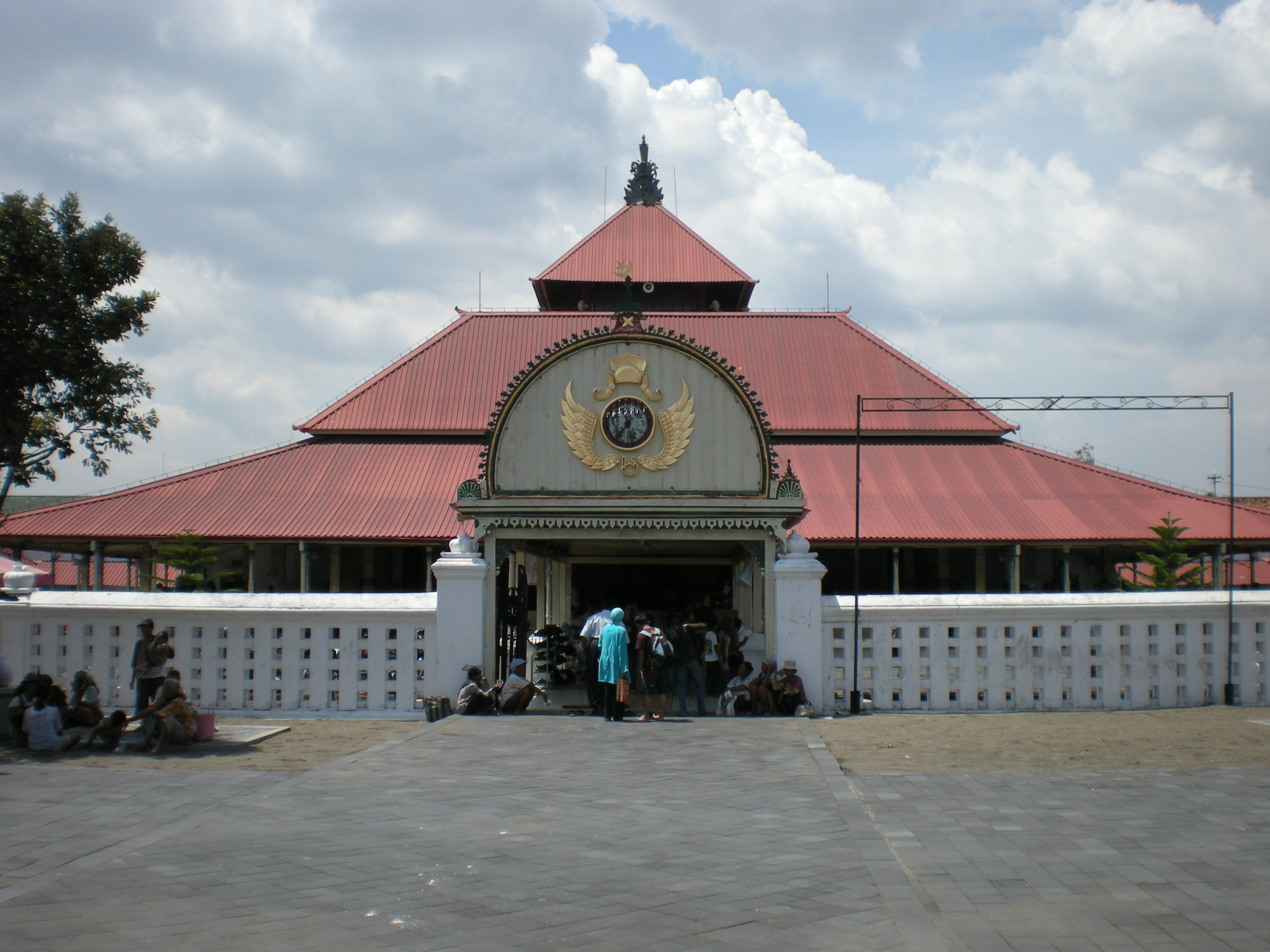